# Liste der Kulturgüter in Villeneuve VD
Die Liste der Kulturgüter in Villeneuve enthält alle Objekte in der Gemeinde Villeneuve im Kanton Waadt, die gemäss der Haager Konvention zum Schutz von Kulturgut bei bewaffneten Konflikten, dem Bundesgesetz vom 20. Juni 2014 über den Schutz der Kulturgüter bei bewaffneten Konflikten sowie der Verordnung vom 29. Oktober 2014 über den Schutz der Kulturgüter bei bewaffneten Konflikten unter Schutz stehen.
Objekte der Kategorie A sind im Gemeindegebiet nicht ausgewiesen, Objekte der Kategorie B sind vollständig in der Liste enthalten, Objekte der Kategorie C fehlen zurzeit (Stand: 1. Januar 2023).

## Kulturgüter
| Foto |                                                                                    | Objekt                                                                                             | Kat. | Typ | Standort                                      | Beschreibung                                                                |
| ---- | ---------------------------------------------------------------------------------- | -------------------------------------------------------------------------------------------------- | ---- | --- | --------------------------------------------- | --------------------------------------------------------------------------- |
| ja   | Datei hochladen · Wikidata zu Sperre Joux-Verte (Q29891619)                        | Sperre von Joux-Verte / Écluse de la Joux-Verte KGS-Nr.: 06551                                     | B    | G   | 563905 / 137097                               | Objekt liegt hälftig auf dem Gemeindegebiet von Corbeyrier (KGS-Nr. 17461). |
| ja   | Datei hochladen · Wikidata zu Rathaus (ehemalige Spitalkapelle) (Q29891623)        | Rathaus (ehemalige Spitalkapelle) / Hôtel de Ville (ancienne chapelle de l’Hôpital) KGS-Nr.: 06552 | B    | G   | Place de la Gare 5 560619 / 138707            |                                                                             |
| BW   | Datei hochladen · Wikidata zu Stadtbefestigung (Q29891625)                         | Stadtbefestigung / Remparts KGS-Nr.: 06553                                                         | B    | G   | Rue des Fortifications 560577 / 138428        |                                                                             |
| BW   | Datei hochladen · Wikidata zu Scex du Châtelard, prähistorische Stätte (Q29891627) | Scex du Châtelard, prähistorische Stätte / Scex du Châtelard, site préhistorique KGS-Nr.: 06554    | B    | F   | 561139 / 138620                               |                                                                             |
| ja   | Datei hochladen · Wikidata zu Reformierte Kirche Saint-Paul (Q29891620)            | Reformierte Kirche Saint-Paul / Église réformée Saint-Paul KGS-Nr.: 06555                          | B    | G   | Place du Temple 1 560515 / 138446             |                                                                             |
| BW   | Datei hochladen · Wikidata zu Gemeindearchiv Villeneuve VD (Q27489733)             | Gemeindearchiv / Archives communales KGS-Nr.: 14764                                                | B    | S   | Avenue des Comtes de Savoie 2 560559 / 138718 |                                                                             |